# Ruschia inconspicua
Ruschia inconspicua är en isörtsväxtart som beskrevs av L. Bol. Ruschia inconspicua ingår i släktet Ruschia och familjen isörtsväxter. Inga underarter finns listade i Catalogue of Life.